# Indian Wells Open 2009 - Qualificazioni singolare femminile
Le qualificazioni del singolare femminile dell'Indian Wells Open 2009 sono state un torneo di tennis preliminare per accedere alla fase finale della manifestazione. Le vincitrici dell'ultimo turno sono entrate di diritto nel tabellone principale. In caso di ritiro di una o più giocatrici aventi diritto, a queste sono subentrate le lucky loser, ossia le giocatrici che hanno perso nell'ultimo turno ma che avevano una classifica più alta rispetto alle altre partecipanti che avevano comunque perso nel turno finale.
Le qualificazioni dell'Indian Wells Open 2009 prevedevano 48 partecipanti di cui 12 sono entrate nel tabellone principale.

## Teste di serie
1. María José Martínez Sánchez (primo turno)
2. Mathilde Johansson (ultimo turno)
3. Julie Coin (ultimo turno)
4. Séverine Brémond (ultimo turno)
5. Petra Cetkovská (Qualificata)
6. Akgul Amanmuradova (ultimo turno)
7. Melinda Czink (primo turno)
8. Jarmila Groth (ultimo turno)
9. Galina Voskoboeva (primo turno)
10. Kristina Barrois (Qualificata)
11. Stéphanie Cohen-Aloro (primo turno)
12. Camille Pin (ultimo turno)

1. Lucie Hradecká (ultimo turno)
2. Petra Martić (primo turno)
3. Nastas'sja Jakimava (Qualificata)
4. Aravane Rezaï (ultimo turno)
5. Melanie South (primo turno)
6. Stéphanie Foretz Gacon (Qualificata)
7. Jaroslava Švedova (primo turno)
8. Andrea Petković (primo turno)
9. Angela Haynes (primo turno)
10. Evgenija Rodina (primo turno)
11. Virginia Ruano Pascual (Qualificata)
12. Alberta Brianti (primo turno)

## Qualificati
1. Varvara Lepchenko
2. Jaroslava Švedova
3. Virginia Ruano Pascual
4. Nastas'sja Jakimava
5. Petra Cetkovská
6. Petra Martić

1. Stéphanie Dubois
2. Angela Haynes
3. Michelle Larcher De Brito
4. Kristina Barrois
5. Evgenija Rodina
6. Stéphanie Foretz Gacon

## Tabellone

### Legenda
| - Q = Qualificato - WC = Wild card - LL = Lucky loser | - ALT = Alternate - SE = Special Exempt - PR = Protected Ranking | - w/o = Walkover - r = Ritirato - d = Squalificato |

### Sezione 1
|  | Primo turno | Primo turno                 | Primo turno       | Primo turno | Primo turno |  |  | Ultimo turno      | Ultimo turno      | Ultimo turno      | Ultimo turno | Ultimo turno |  |
|  |             |                             |                   |             |             |  |  |                   |                   |                   |              |              |  |
|  |             | Maša Zec Peškirič           | 2                 | 7           | 6           |  |  |                   |                   |                   |              |              |  |
|  | 1           | María José Martínez Sánchez | 6                 | 5           | 4           |  |  | Maša Zec Peškirič | Maša Zec Peškirič | Maša Zec Peškirič | 3            | 4            |  |
|  |             | Varvara Lepchenko           | Varvara Lepchenko | 6           | 7           |  |  | Varvara Lepchenko | Varvara Lepchenko | Varvara Lepchenko | 6            | 6            |  |
|  | 17          | Melanie South               | Melanie South     | 3           | 62          |  |  |                   |                   |                   |              |              |  |

### Sezione 2
|  | Primo turno | Primo turno          | Primo turno          | Primo turno | Primo turno |  |  | Ultimo turno | Ultimo turno       | Ultimo turno       | Ultimo turno | Ultimo turno |  |
|  |             |                      |                      |             |             |  |  |              |                    |                    |              |              |  |
|  | 2           | Mathilde Johansson   | Mathilde Johansson   | 6           | 6           |  |  |              |                    |                    |              |              |  |
|  |             | Mariana Duque-Marino | Mariana Duque-Marino | 4           | 1           |  |  | 2            | Mathilde Johansson | Mathilde Johansson | 4            | 2            |  |
|  |             | Jaroslava Švedova    | Jaroslava Švedova    | 6           | 6           |  |  |              | Jaroslava Švedova  | Jaroslava Švedova  | 6            | 6            |  |
|  | 19          | Anastasija Rodionova | Anastasija Rodionova | 4           | 4           |  |  |              |                    |                    |              |              |  |

### Sezione 3
|  | Primo turno | Primo turno            | Primo turno            | Primo turno | Primo turno |  |  | Ultimo turno | Ultimo turno           | Ultimo turno           | Ultimo turno | Ultimo turno |  |
|  |             |                        |                        |             |             |  |  |              |                        |                        |              |              |  |
|  | 3           | Julie Coin             | 3                      | 6           | 7           |  |  |              |                        |                        |              |              |  |
|  |             | Sesil Karatančeva      | 6                      | 2           | 5           |  |  | 3            | Julie Coin             | Julie Coin             | 4            | 5r           |  |
|  | 23          | Virginia Ruano Pascual | Virginia Ruano Pascual | 6           | 6           |  |  | 23           | Virginia Ruano Pascual | Virginia Ruano Pascual | 6            | 4            |  |
|  |             | Julia Boserup          | Julia Boserup          | 2           | 2           |  |  |              |                        |                        |              |              |  |

### Sezione 4
|  | Primo turno | Primo turno         | Primo turno         | Primo turno | Primo turno |  |  | Ultimo turno | Ultimo turno        | Ultimo turno        | Ultimo turno | Ultimo turno |  |
|  |             |                     |                     |             |             |  |  |              |                     |                     |              |              |  |
|  | 4           | Séverine Brémond    | Séverine Brémond    | 7           | 7           |  |  |              |                     |                     |              |              |  |
|  |             | CoCo Vandeweghe     | CoCo Vandeweghe     | 6           | 63          |  |  | 4            | Séverine Brémond    | Séverine Brémond    | 0            | 3            |  |
|  | 15          | Nastas'sja Jakimava | Nastas'sja Jakimava | 6           | 6           |  |  | 15           | Nastas'sja Jakimava | Nastas'sja Jakimava | 6            | 6            |  |
|  |             | Stefanie Vögele     | Stefanie Vögele     | 1           | 1           |  |  |              |                     |                     |              |              |  |

### Sezione 5
|  | Primo turno | Primo turno      | Primo turno      | Primo turno | Primo turno |  |  | Ultimo turno | Ultimo turno    | Ultimo turno    | Ultimo turno | Ultimo turno |  |
|  |             |                  |                  |             |             |  |  |              |                 |                 |              |              |  |
|  | 5           | Petra Cetkovská  | 6                | 1           | 6           |  |  |              |                 |                 |              |              |  |
|  |             | Betina Jozami    | 4                | 6           | 4           |  |  | 5            | Petra Cetkovská | Petra Cetkovská | 6            | 7            |  |
|  | 13          | Lucie Hradecká   | Lucie Hradecká   | 6           | 7           |  |  | 13           | Lucie Hradecká  | Lucie Hradecká  | 2            | 6(1)         |  |
|  |             | Carly Gullickson | Carly Gullickson | 1           | 65          |  |  |              |                 |                 |              |              |  |

### Sezione 6
|  | Primo turno | Primo turno        | Primo turno        | Primo turno | Primo turno |  |  | Ultimo turno | Ultimo turno       | Ultimo turno       | Ultimo turno | Ultimo turno |  |
|  |             |                    |                    |             |             |  |  |              |                    |                    |              |              |  |
|  | 6           | Akgul Amanmuradova | 3                  | 6           | 7           |  |  |              |                    |                    |              |              |  |
|  |             | Asia Muhammad      | 6                  | 4           | 5           |  |  | 6            | Akgul Amanmuradova | Akgul Amanmuradova | 3            | 4            |  |
|  |             | Petra Martić       | Petra Martić       | 7           | 6           |  |  |              | Petra Martić       | Petra Martić       | 6            | 6            |  |
|  | 14          | Rosana De Los Rios | Rosana De Los Rios | 5           | 0           |  |  |              |                    |                    |              |              |  |

### Sezione 7
|  | Primo turno | Primo turno        | Primo turno        | Primo turno | Primo turno |  |  | Ultimo turno     | Ultimo turno     | Ultimo turno     | Ultimo turno | Ultimo turno |  |
|  |             |                    |                    |             |             |  |  |                  |                  |                  |              |              |  |
|  |             | Stéphanie Dubois   | 6                  | 1           | 7           |  |  |                  |                  |                  |              |              |  |
|  | 7           | Melinda Czink      | 1                  | 6           | 5           |  |  | Stéphanie Dubois | Stéphanie Dubois | Stéphanie Dubois | 7            | 6            |  |
|  |             | Andrea Petković    | Andrea Petković    | 6           | 6           |  |  | Andrea Petković  | Andrea Petković  | Andrea Petković  | 62           | 3            |  |
|  | 20          | Ioana Raluca Olaru | Ioana Raluca Olaru | 1           | 0           |  |  |                  |                  |                  |              |              |  |

### Sezione 8
|  | Primo turno | Primo turno      | Primo turno      | Primo turno | Primo turno |  |  | Ultimo turno | Ultimo turno  | Ultimo turno  | Ultimo turno | Ultimo turno |  |
|  |             |                  |                  |             |             |  |  |              |               |               |              |              |  |
|  | 8           | Jarmila Groth    | Jarmila Groth    | 6           | 6           |  |  |              |               |               |              |              |  |
|  |             | Angelique Kerber | Angelique Kerber | 3           | 3           |  |  | 8            | Jarmila Groth | Jarmila Groth | 3            | 62           |  |
|  |             | Angela Haynes    | Angela Haynes    | 6           | 6           |  |  |              | Angela Haynes | Angela Haynes | 6            | 7            |  |
|  | 21          | Ol'ga Savčuk     | Ol'ga Savčuk     | 1           | 3           |  |  |              |               |               |              |              |  |

### Sezione 9
|  | Primo turno | Primo turno               | Primo turno       | Primo turno | Primo turno |  |  | Ultimo turno              | Ultimo turno              | Ultimo turno | Ultimo turno | Ultimo turno |  |
|  |             |                           |                   |             |             |  |  |                           |                           |              |              |              |  |
|  |             | Michelle Larcher De Brito | 2                 | 6           | 6           |  |  |                           |                           |              |              |              |  |
|  | 9           | Galina Voskoboeva         | 6                 | 2           | 3           |  |  | Michelle Larcher De Brito | Michelle Larcher De Brito | 6            | 4            | 6            |  |
|  |             | Alberta Brianti           | Alberta Brianti   | 6           | 6           |  |  | Alberta Brianti           | Alberta Brianti           | 4            | 6            | 2            |  |
|  | 24          | Anna Lapuščenkova         | Anna Lapuščenkova | 4           | 3           |  |  |                           |                           |              |              |              |  |

### Sezione 10
|  | Primo turno | Primo turno      | Primo turno      | Primo turno | Primo turno |  |  | Ultimo turno | Ultimo turno     | Ultimo turno | Ultimo turno | Ultimo turno |  |
|  |             |                  |                  |             |             |  |  |              |                  |              |              |              |  |
|  | 10          | Kristina Barrois | Kristina Barrois | 6           | 6           |  |  |              |                  |              |              |              |  |
|  |             | Zi Yan           | Zi Yan           | 2           | 4           |  |  | 10           | Kristina Barrois | 6            | 1            | 6            |  |
|  | 16          | Aravane Rezaï    | 4                | 7           | 6           |  |  | 16           | Aravane Rezaï    | 1            | 6            | 3            |  |
|  |             | Gail Brodsky     | 6                | 63          | 4           |  |  |              |                  |              |              |              |  |

### Sezione 11
|  | Primo turno | Primo turno           | Primo turno     | Primo turno | Primo turno |  |  | Ultimo turno    | Ultimo turno    | Ultimo turno | Ultimo turno | Ultimo turno |  |
|  |             |                       |                 |             |             |  |  |                 |                 |              |              |              |  |
|  |             | Tatjana Maria         | 65              | 6           | 6           |  |  |                 |                 |              |              |              |  |
|  | 11          | Stéphanie Cohen-Aloro | 7               | 2           | 1           |  |  | Tatjana Maria   | Tatjana Maria   | 6            | 2            | 4            |  |
|  |             | Evgenija Rodina       | Evgenija Rodina | 6           | 6           |  |  | Evgenija Rodina | Evgenija Rodina | 3            | 6            | 6            |  |
|  | 22          | Julia Görges          | Julia Görges    | 4           | 2           |  |  |                 |                 |              |              |              |  |

### Sezione 12
|  | Primo turno | Primo turno            | Primo turno            | Primo turno | Primo turno |  |  | Ultimo turno | Ultimo turno           | Ultimo turno | Ultimo turno | Ultimo turno |  |
|  |             |                        |                        |             |             |  |  |              |                        |              |              |              |  |
|  | 12          | Camille Pin            | Camille Pin            | 7           | 6           |  |  |              |                        |              |              |              |  |
|  |             | Andreja Klepač         | Andreja Klepač         | 6(1)        | 2           |  |  | 12           | Camille Pin            | 6            | 5            | 4            |  |
|  | 18          | Stéphanie Foretz Gacon | Stéphanie Foretz Gacon | 6           | 6           |  |  | 18           | Stéphanie Foretz Gacon | 1            | 7            | 6            |  |
|  |             | Aiko Nakamura          | Aiko Nakamura          | 4           | 1           |  |  |              |                        |              |              |              |  |